# Día Internacional de Visegrád
El Día Internacional de Visegrád se celebra anualmente el 15 de febrero por iniciativa del Fondo de Visegrad Internacional y por los medios de comunicación públicos del Grupo Visegrád (Televisión Polaca, Radio Polaca, Televisión Checa, Radio Checa, Radio Eslovaca y también por el húngaro Media Service Support and Asset Management Fund - MTVA). Establecido en virtud del acuerdo de cooperación entre las organizaciones de los medios públicos de los países del Grupo de Visegrad en el ámbito de la cooperación entre los medios de comunicación el 18 de junio de 2015.
El día y la fiesta conmemoran el aniversario del establecimiento del Grupo de Visegrád a través del acuerdo firmado por los Presidentes de Polonia, Checoslovaquia y Hungría en el día 15 de febrero de 1991 en el castillo de la ciudad húngara de Visegrád. El objetivo de la creación de la fiesta es poner de relieve los vínculos históricos entre las sociedades y las instituciones de Polonia, República Checa, Eslovaquia y Hungría, así como su cooperación actual. Los medios de comunicación de los países de Visegrád celebran este día mediante la emisión de contenidos relacionados con la cooperación de los cuatro países.
La fiesta se celebró el 15 de febrero de 2016 por la primera vez por el 25 aniversario del encuentro de los Presidentes de Polonia, Checoslovaquia y Hungría en Visegrád.